# Tormore
Tormore oder The Tormore Distillery ist eine seit Ende der 1950er Jahre bestehende Whiskybrennerei bei Grantown-on-Spey, Moray, Schottland Großbritannien. Ihre Brände gehören zur Herkunftsregion Speyside in den Highlands.

## Geschichte

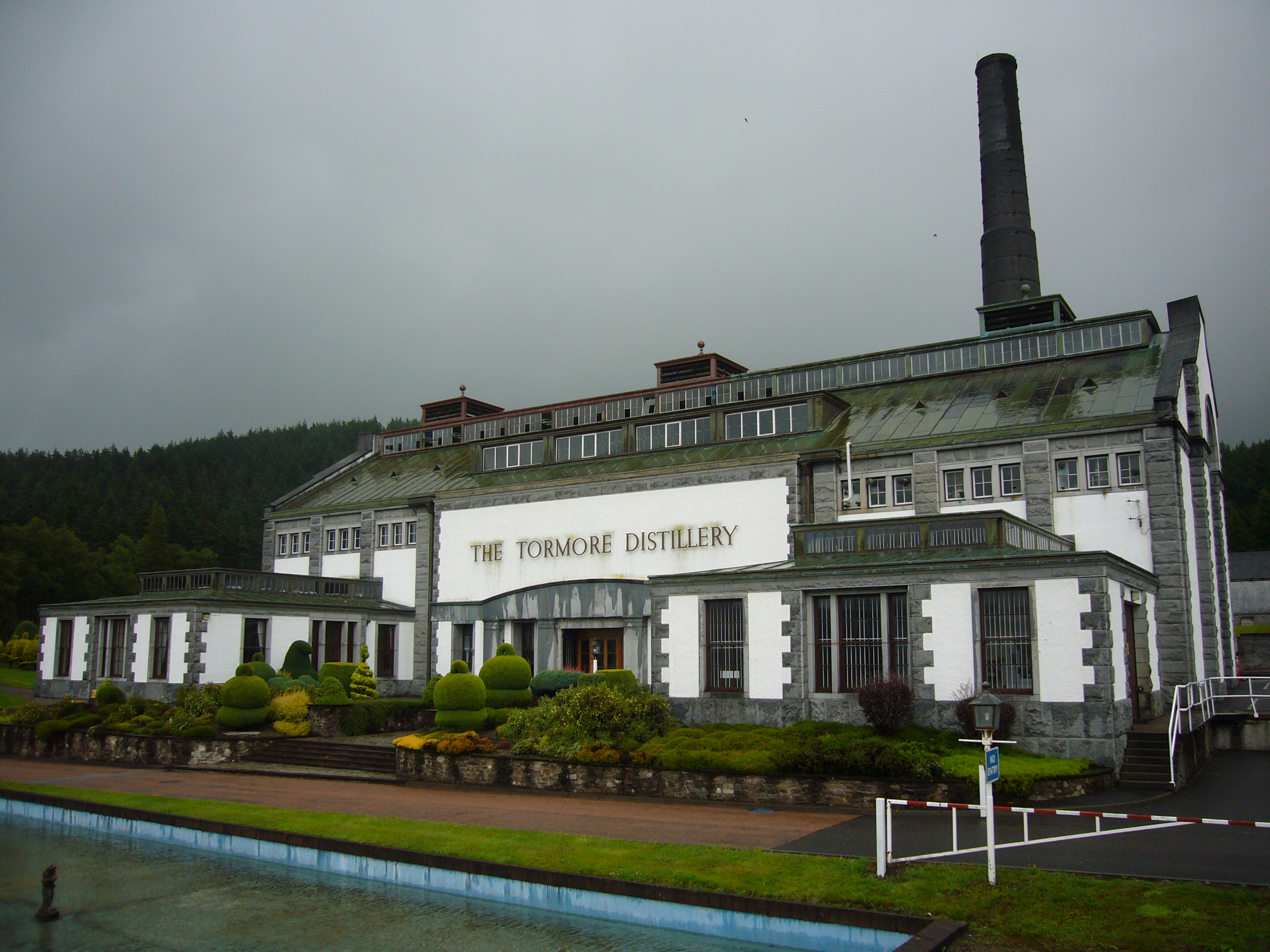
Tormore Destillerie mit Sträuchern in Form von Destillerie-Geräten

1958 begannen Long John Distillers nordöstlich von Grantown-on-Spey, etwa einen Kilometer vom Fluss Spey entfernt mit dem Bau einer neuen Brennerei. Hierbei handelte es sich um die erste Brennerei, die in Schottland im 20. Jahrhundert errichtet wurde. Sie wurde von dem Architekten Sir Albert Richardson geplant und gilt als eine der eindrucksvollsten Destillerien des Landes. Sie steht trotz ihres geringen Alters bereits unter Denkmalschutz. In der Umgebung der Brennerei wurden Arbeiterwohnungen im gleichen Stile angelegt. Auf dem Betriebsgelände befinden sich kunstvoll gestutzte Topiari-Sträucher in Form von beispielsweise Brennblasen.
1972 wurde die Anzahl der Brennblasen von vier auf acht verdoppelt. Die Destillerie wurde 1975 zunächst von Whitbread & Co und dann von Allied Distillers übernommen. Mit der Übernahme von Allied Domecq ging auch diese Destillerie 2005 in den Besitz von Pernod Ricard über welche sie 2022 an Elixir Distillers verkauften.

## Produktion
Das Wasser stammt aus der Achvochkie-Quelle. Der seit 1959 erhältliche Whisky (The Tormore) wird in jeweils vier Wash Stills (je 18.500 l, Befüllung maximal 12.150 l) und Spirit Stills (je 13.900 l, Befüllung maximal 8.621 l) gebrannt die durch Dampf aus einem Gasheizkessel erhitzt werden. Die Brennerei weist eine maximale Kapazität von 44.000 hl pro Jahr auf.

## Abfüllungen
Ein großer Teil des hergestellten Whiskys wird in Blends, vor allem Long John verarbeitet. Es existieren jedoch regelmäßige Originalabfüllungen sowie Abfüllungen unabhängiger Abfüller.